# Louis Godet de La Ribouillerie
Louis Godet de La Ribouillerie est un homme politique français né le 4 avril 1828 à L'Hermenault (Vendée) et décédé le 5 janvier 1900 à L'Hermenault.

## Biographie
Propriétaire terrien, maire de L'Hermenault, président du comice agricole, il est conseiller général du canton de L'Hermenault en 1871. Il est député de la Vendée de 1871 à 1876, siégeant au centre droit, et inscrit à la réunion Saint-Marc-Girardin. Il retrouve son siège de député de la Vendée de 1885 à 1889.

## Source
- « Louis Godet de La Ribouillerie », dans Adolphe Robert et Gaston Cougny, Dictionnaire des parlementaires français, Edgar Bourloton, 1889-1891 [détail de l’édition]
- « Louis Godet de La Ribouillerie », dans le Dictionnaire des parlementaires français (1889-1940), sous la direction de Jean Jolly, PUF, 1960 [détail de l’édition]